# Château d'Oissy
Le Château d'Oissy est une propriété privée située sur le territoire de la commune d'Oissy, dans le département de la Somme à l'ouest d'Amiens.

## Historique
Le château d'Oissy fut construit essentiellement au XVIIIe siècle pour François II Trudaine, frère de François Firmin Trudaine, évêque de Senlis. 
Par suite de l'émigration du dernier seigneur d'Oissy, le marquis de Valanglart, le domaine fut saisi, déclaré bien national et vendu en 1795.
Le château a été détruit par un incendie en 1946. 
L'ensemble du domaine est protégé au titre des monuments historiques, depuis son inscription par arrêté du 11 juin 2001 .

## Caractéristiques
Il ne reste de ce qui constituait le domaine d'Oissy que la majeure partie du parc, les clôtures, le portail d'entrée et les murs du rez-de-chaussée du château.  
Le château était élevé selon un plan rectangulaire, en brique et pierre avec un soubassement en grès. L'élévation se composait d'un étage sur un rez de chaussée assez élevé, surmonté d'un haut comble à la française. Côté cour, une aile en retour moins élevée comportait un seul rez de chaussée surmonté d'un comble mansardé.  
Côté parc, le château dominait une longue perspective bordée d'arbres, prolongée par une pièce d'eau de forme rectangulaire, formant comme un canal. 
Le canal est entouré des arbres du parc, fait rare car au XVIIIe siècle, les canaux étaient en général bordés de talus gazonnés. La pièce d'eau a gardé sa forme d'origine . 